# Berlijns voetbalkampioenschap 1893/94 (DFuCB)
In 1893/94 werd het derde Berlijns voetbalkampioenschap gespeeld, dat georganiseerd werd door de Duitse voetbal- en cricketbond (DFuCB). Er werden twee klassen gespeeld dit jaar, zes teams in de eerste klasse en negen in de tweede. BTuFC Viktoria werd voor het tweede opeenvolgende jaar kampioen. 

## Eindstand Eerste klasse
| Plaats | Club                    | Wed. | W | G | V | Saldo | Ptn |
| ------ | ----------------------- | ---- | - | - | - | ----- | --- |
| 1.     | BTuFC Viktoria 1889     | 9    | 8 | 0 | 1 | 19:5  | 16  |
| 2.     | BFC Germania 1888       | 8    | 6 | 2 | 1 | 17:7  | 14  |
| 3.     | The English FC 1890 (1) | 7    | 4 | 1 | 2 | 15:6  | 9   |
| 4.     | BTuFC Alemannia 1890    | 7    | 1 | 1 | 5 | 6:16  | 3   |
| 5.     | BFC Frankfurt 1885 (2)  | 2    | 0 | 0 | 2 | 2:7   | 0   |
| 6.     | BFC Stern 1889          | 6    | 0 | 0 | 6 | 1:20  | 0   |

(1): Trad op 7 maart 1894 uit de DFuCB  

(2): Trad op 22 januari 1894 uit de DFuCB
|  | Kampioen |

## Tweede klasse
Deelnemende teams;
- BFC Vorwärts 1890
- BFC Tasmania 1890
- BFC Phönix 1893
- BTuFC Normannia
- BFC Teutonia 1891
- BTuFC Deutschland
- BFC Concordia 1890
- Verein Sport Berlin
- SC Norden-Union Berlin